# Adeloneivaia
Adeloneivaia is een geslacht van vlinders uit de familie van de nachtpauwogen (Saturniidae), uit de onderfamilie van de Ceratocampinae. De wetenschappelijke naam en de beschrijving van dit geslacht zijn voor het eerst gepubliceerd in 1940 door Lauro Pereira Travassos.
De soorten van dit geslacht komen voor in Midden- en Zuid-Amerika.

## Soorten
- A. acuta (Schaus, 1896)
- A. antkozlovi Brechlin, 2019
- A. apicalis (Bouvier, 1927)
- A. bahiana Brechlin & Meister, 2011
- A. bellardi (Schaus, 1928)
- A. bisabulosa Köhler, 1928
- A. boisduvalii (Doumet, 1859)
- A. boliviana (Bouvier, 1927)
- A. catharina (Bouvier, 1927)
- A. catobahiana Brechlin, 2020
- A. catobezverkhovi Brechlin, 2020
- A. catoxantha (Rothschild, 1907)
- A. cayennsis Brechlin & Meister, 2011
- A. centrojason Brechlin, 2017
- A. erici Brechlin & Meister, 2011
- A. fallax (Boisduval, 1872)
- A. guajira Brechlin, 2017
- A. irrorata (Schaus, 1900)
- A. isara (Dognin, 1905)
- A. jacolombiana Brechlin, 2019
- A. jamazonica Brechlin & Meister, 2011
- A. jametensis Brechlin, 2019
- A. jason (Boisduval, 1872)
- A. jaustralica Brechlin & Meister, 2011
- A. kawiana Brechlin & Meister, 2011
- A. leopoldiana Brechlin & Meister, 2011
- A. minuta (Bouvier, 1927)
- A. misionesa Brechlin & Meister, 2011
- A. muelleri Brechlin & Meister, 2011
- A. nigripuncta Lemaire, 1982
- A. orientoandensis Brechlin & Meister, 2011
- A. orientoboliviana Brechlin & Meister, 2011
- A. pallida Lemaire, 1982
- A. paracatharina Brechlin & Meister, 2011
- A. pelias (Rothschild, 1907)
- A. peten Brechlin, 2019
- A. sabulosa (Rothschild, 1907)
- A. santamartaiana Brechlin, 2017
- A. schubarti Rego Barros & Mielke, 1970
- A. subangulata (Herrich-Schäffer, 1855)
- A. wellingi Lemaire, 1982